# Antoine Marfan

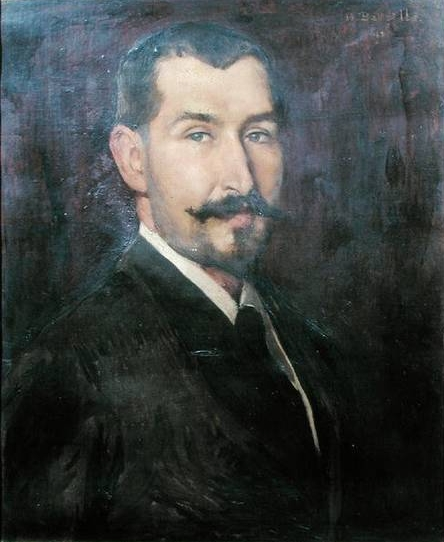
Antoine Marfan (door Henri Bataille)

Bernard-Jean Antonin Marfan (Castelnaudary, Aude, 23 juni 1858 – Parijs, 11 februari 1942) was een Franse kinderarts. Hij heeft onder andere onderzoek gedaan naar longtuberculose en mede dankzij zijn ontdekkingen is het BCG-vaccin ontwikkeld. Verder deed hij onderzoek naar rachitis en zette hij informatiepunten op voor moeders over kindervoeding. Hij was in zijn tijd een absolute pionier van de kindergeneeskunde (pediatrie). Het syndroom van Marfan is naar hem vernoemd.
In 1896 presenteerde hij een 5-jarig patiëntje, Gabriëlle P., aan de Société Médicale des Hôpitaux in Parijs. Hij liet zien dat ze opvallend lange benen, tenen en vingers had, wat de moeder al bij de geboorte was opgevallen. Marfan noemde dit "spinnenbenen" en noemde de aandoening dolicostenomelie (van het Grieks stenos = smal, slank, en melos = ledemaat). In haar vroege puberteit overleed Gabriëlle P., volgens Marfan waarschijnlijk aan de gevolgen van tuberculose.
De Franse arts Émile Charles Achard beschreef in 1902 een soortgelijke patiënt, en noemde het verschijnsel arachnodactylie (spinnenvingers/tenen). Achard beschreef ook de hypermobiliteit van haar gewrichten en meldde dat de ziekte in haar familie voorkwam.
In latere artikelen, toen de ziekte uitgebreider werd beschreven met hart- en vaatafwijkingen en oogafwijkingen, werd de ziekte het syndroom van Marfan genoemd.
Of Gabriëlle P. werkelijk aan deze aandoening leed is echter nooit opgehelderd. Het is ook mogelijk dat zij leed aan congenitale contracturen arachnodactylie of een andere aandoening.
- Bibliothèque nationale de France: cb10682211j (data)
- Catàleg d'autoritats de noms i títols de Catalunya: 981058524259206706
- Gemeinsame Normdatei: 173255507
- International Standard Name Identifier: 0000 0000 5509 3612
- Library of Congress Control Number: n2007183172
- Nationale Bibliotheek van Tsjechië: nlk20040146929
- Nationale Bibliotheek van Israël: 987007345361005171
- Nederlandse Thesaurus van Auteursnamen: 145238431
- Système universitaire de documentation: 061140376
- Virtual International Authority File: 29524850
- WorldCat: E39PBJhCCvFDgvBp8qYpHwH9jC